# Australian Open 2008
L'Australian Open 2008 è stata la 96ª edizione dell'Australian Open e prima prova stagionale dello Slam per il 2008. Si è disputato dal 14 al 27 gennaio 2008 al Melbourne Park di Melbourne in Australia.

## Partecipanti ATP

### Teste di serie
| Nazionalità | Giocatore             | Ranking | Testa di serie |
| ----------- | --------------------- | ------- | -------------- |
| Svizzera    | Roger Federer         | 1       | 1              |
| Spagna      | Rafael Nadal          | 2       | 2              |
| Serbia      | Novak Đoković         | 3       | 3              |
| Russia      | Nikolaj Davydenko     | 4       | 4              |
| Spagna      | David Ferrer          | 5       | 5              |
| Stati Uniti | Andy Roddick          | 6       | 6              |
| Cile        | Fernando González     | 7       | 7              |
| Francia     | Richard Gasquet       | 8       | 8              |
| Regno Unito | Andy Murray           | 9       | 9              |
| Argentina   | David Nalbandian      | 10      | 10             |
| Spagna      | Tommy Robredo         | 11      | 11             |
| Stati Uniti | James Blake           | 13      | 12             |
| Rep. Ceca   | Tomáš Berdych         | 14      | 13             |
| Russia      | Michail Južnyj        | 15      | 14             |
| Cipro       | Marcos Baghdatis      | 16      | 15             |
| Spagna      | Carlos Moyá           | 18      | 16             |
| Croazia     | Ivan Ljubičić         | 19      | 17             |
| Argentina   | Juan Ignacio Chela    | 20      | 18             |
| Australia   | Lleyton Hewitt        | 21      | 19             |
| Croazia     | Ivo Karlović          | 22      | 20             |
| Argentina   | Juan Mónaco           | 23      | 21             |
| Spagna      | Juan Carlos Ferrero   | 24      | 22             |
| Francia     | Paul Henri Mathieu    | 25      | 23             |
| Finlandia   | Jarkko Nieminen       | 26      | 24             |
| Spagna      | Fernando Verdasco     | 27      | 25             |
| Svizzera    | Stan Wawrinka         | 28      | 26             |
| Spagna      | Nicolás Almagro       | 29      | 27             |
| Francia     | Gilles Simon          | 30      | 28             |
| Germania    | Philipp Kohlschreiber | 31      | 29             |
| Rep. Ceca   | Radek Štěpánek        | 32      | 30             |
| Russia      | Igor' Andreev         | 34      | 31             |
| Russia      | Dmitrij Tursunov      | 35      | 32             |

### Altri partecipanti
I seguenti giocatori hanno ricevuto una wildcard per il tabellone principale:
- Nick Lindahl
- Robert Smeets
- Mathieu Montcourt
- Alun Jones
- Denis Istomin
- Jesse Levine
- Joseph Sirianni
- Brydan Klein

I seguenti giocatori sono passati dalle qualificazioni:

- Viktor Troicki
- Lukáš Dlouhý
- Konstantinos Economidis
- Amer Delić
- Jamie Baker
- Roko Karanušić
- Wayne Odesnik
- Sam Warburg
- Robin Haase
- Harel Levy
- Martin Slanar
- Rajeev Ram
- Denis Gremelmayr
- Marcel Granollers
- Kevin Anderson
- Lukáš Lacko

## Risultati

### Singolare maschile

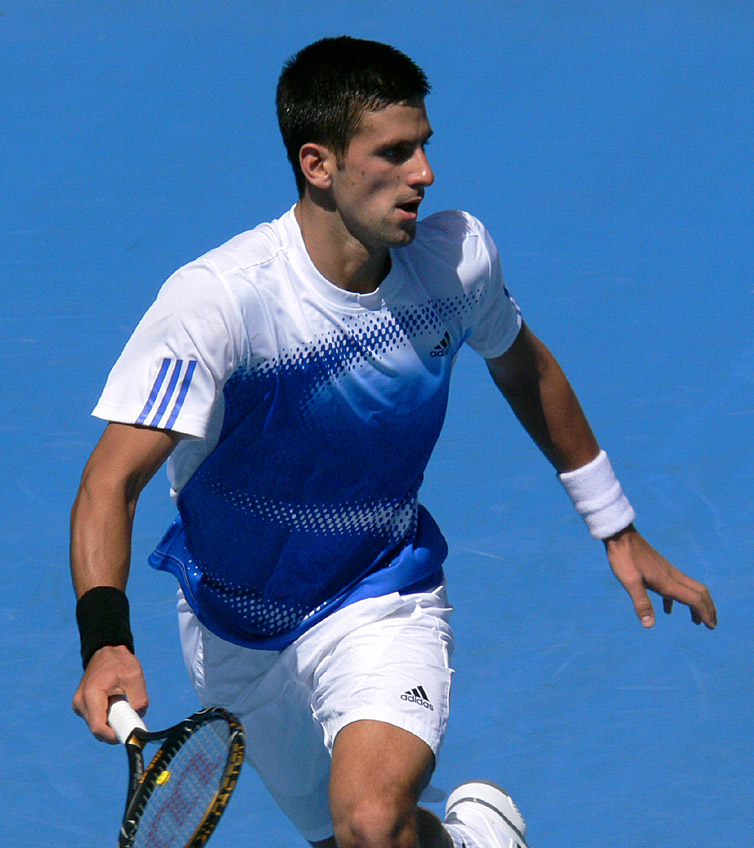
Il vincitore Novak Đoković

Novak Đoković ha battuto in finale  Jo-Wilfried Tsonga con il punteggio di 4–6, 6–4, 6–3, 7–6(2)

### Singolare femminile
Marija Šarapova ha battuto in finale  Ana Ivanović con il punteggio di 7–5, 6–3

### Doppio maschile
Jonathan Erlich /  Andy Ram hanno battuto in finale  Arnaud Clément /  Michaël Llodra con il punteggio di 7–5, 7–6(4)

### Doppio femminile
Al'ona Bondarenko /  Kateryna Bondarenko hanno battuto in finale   Viktoryja Azaranka /  Shahar Peer con il punteggio di 2–6, 6–1, 6–4

### Doppio misto
Sun Tiantian /  Nenad Zimonjić hanno battuto in finale  Sania Mirza /  Mahesh Bhupathi con il punteggio di 7–6(4), 6–4

## Junior

### Singolare ragazzi
Bernard Tomić ha battuto in finale  Yang Tsung-hua con il punteggio di 4–6, 7–6(5), 6–0

### Singolare ragazze
Arantxa Rus ha battuto in finale  Jessica Moore con il punteggio di 6–3, 6–4

### Doppio ragazzi
Hsieh Cheng Peng /  Yang Tsung-hua hanno battuto in finale  Vasek Pospisil /  César Ramírez con il punteggio di 3–6, 7–5, [10]–[5]

### Doppio ragazze
Ksenija Lykina /  Anastasija Pavljučenkova hanno battuto in finale  Elena Bogdan /  Misaki Doi con il punteggio di 6–0, 6–4

## Carrozzina

### Singolare maschile in carrozzina
Shingo Kunieda ha battuto in finale  Michael Jeremiasz con il punteggio di 6–1, 6–4

### Singolare femminile in carrozzina
Esther Vergeer ha battuto in finale  Korie Homan con il punteggio di 6–3, 6–3

### Doppio maschile in carrozzina
Shingo Kunieda /  Satoshi Saida hanno battuto in finale
 Robin Ammerlaan /  Ronald Vink con il punteggio di 6–4, 6–3

### Doppio femminile in carrozzina
Jiske Griffioen /  Esther Vergeer hanno battuto in finale  Korie Homan /  Sharon Walraven con il punteggio di 6–3, 6–1

### Quad singolare
Peter Norfolk ha battuto in finale  David Wagner con il punteggio di 6–2, 6–3

### Quad doppio
Nicholas Taylor /  David Wagner hanno battuto in finale  Sarah Hunter /  Peter Norfolk con il punteggio di 5–7, 6–0, [10]–[3]